# Biathlon alla XXVI Universiade invernale
Le gare di biathlon della XXVI Universiade invernale si sono svolte dal 13 al 20 dicembre 2013, allo Stadio del fondo di Lago di Tesero, in Italia. In programma nove eventi.

## Podi

### Uomini
| Evento               | Oro                | Tempo   | Argento             | Tempo   | Bronzo           | Tempo   |
| 20 km individuale    | Sergej Kljačin     | 51'56"7 | Aleksandr Mingalev  | 53'28"0 | Milanko Petrović | 53'36"1 |
| 10 km sprint         | Milanko Petrović   | 25'29"5 | Vitalij Kil'čic'kyj | 25'33"0 | Dmytro Pidručnyj | 25'38"2 |
| 12,5 km inseguimento | Aleksandr Pečënkin | 35'09"9 | Sergej Kljačin      | 35'10"3 | Alexei Almoukov  | 35'10"7 |
| 15 km in linea       | Dmytro Pidručnyj   | 39'00"8 | Tomáš Krupčík       | 39'29"2 | Dmitrij Elkin    | 39'31"3 |

### Donne
| Evento             | Oro                 | Tempo   | Argento             | Tempo   | Bronzo           | Tempo   |
| 15 km individuale  | Natália Prekopová   | 47'38"9 | Weronika Nowakowska | 47'53"5 | Jitka Landová    | 48'00"2 |
| 7,5 km sprint      | Weronika Nowakowska | 22'44"8 | Monika Hojnisz      | 22'55"4 | Tat'jana Akimova | 23'31"2 |
| 10 km inseguimento | Weronika Nowakowska | 33'05"6 | Monika Hojnisz      | 33'31"7 | Tat'jana Akimova | 33'46"3 |
| 12,5 km in linea   | Jitka Landová       | 38'41"8 | Weronika Nowakowska | 38'42"0 | Iryna Varvinec'  | 39'38"7 |

### Misti
| Evento                   | Oro                                                                        | Tempo     | Argento                                                                  | Tempo     | Bronzo                                                          | Tempo     |
| Staffetta 2x6 + 2x7,5 km | Russia Larisa Kuznecova Tat'jana Akimova Sergej Kljačin Aleksandr Pečënkin | 1h18'25"6 | Ucraina Iryna Varvinec' Jana Bondar Vitalij Kil'čic'kyj Dmytro Pidručnyj | 1h19'54"5 | Rep. Ceca Jitka Landová Kristýna Černá Michal Žák Tomáš Krupčík | 1h20'58"2 |

## Medagliere
| Pos.   | Paese      | Oro | Argento | Bronzo | Totale |
| ------ | ---------- | --- | ------- | ------ | ------ |
| 1      | Russia     | 3   | 2       | 3      | 8      |
| 2      | Polonia    | 2   | 4       | 0      | 6      |
| 3      | Ucraina    | 1   | 2       | 2      | 5      |
| 4      | Rep. Ceca  | 1   | 1       | 2      | 3      |
| 5      | Serbia     | 1   | 0       | 1      | 2      |
| 6      | Slovacchia | 1   | 0       | 0      | 1      |
| 7      | Australia  | 0   | 0       | 1      | 1      |
| Totale | Totale     | 9   | 9       | 9      | 27     |